# 灰原哀
灰原 哀（はいばら あい）は、『週刊少年サンデー』で連載されている青山剛昌原作の漫画作品、およびそれを原作とするテレビアニメなどのメディアミックス作品群『名探偵コナン』の作品に登場する架空の人物である。本名は宮野 志保（みやの しほ）。
アニメでの声優は林原めぐみが担当する。ドラマでの俳優は灰原哀を柴田杏花（声 - 林原めぐみ）、宮野志保（シェリー）を香椎由宇が担当。
劇場版にはアニメ初登場後の第3作『世紀末の魔術師』以降の全作品に登場している。

## 来歴
生後間もなく両親が事故死し、黒ずくめの組織の命令で幼少時代をアメリカ・ボストンで過ごす。当時は東洋系の顔立ちであるということを理由に嫌がらせを受けていた。小学生時代の同級生だった直美・アルジェントの回想では、幼少期からクールで理知的な性格であり、かつ勉強熱心であった事が描かれている。
15歳から日本で薬を作り始め、「黒ずくめの組織」の科学者「シェリー」として、両親の研究を引き継ぐ形で毒薬「APTX4869」の開発に携わっていた。組織が試作段階の薬を自分の許可なく使用したことに嫌気が差していた中、唯一の肉親であった姉の宮野明美が組織に抹殺され、その理由を明かさない組織に業を煮やしてAPTX4869の研究を中断するという対抗手段に出る。その結果、研究所のガス室に監禁されることになり、隠し持っていたAPTX4869を服用して自殺に踏み切ったところ、薬の作用で偶然身体が幼児化し、部屋に備えられた小さなダスト・シュートを通って外への脱出に成功する。
組織が行った工藤家の調査で、新一の襲撃直後にはあったはずのタンス内の子供服が2度目の調査時には全て持ち去られていた事に気付き、さらに薬の試作段階におけるテストで幼児化したマウスが1匹だけ存在していたことから、新一の失踪理由が幼児化によるものではないかと推測する。そのことを思い出すと、同じく幼児化した境遇の持ち主である新一を頼って工藤家に向かい、その門前で雨の中倒れていたところを阿笠博士に保護される。
それ以降は正体の露見を防ぐため、灰原哀と名乗って江戸川コナンと同じく帝丹小学校1年に編入。少年探偵団に半ば強引に入団させられ、当初は彼らと距離を置いていたが、次第に打ち解けて親しい仲となっていく。その傍ら、阿笠宅に居候しながら地下の研究室でAPTX4869の解毒薬を引き続き研究している。 
組織のメンバー「ピスコ」に捕まって杯戸シティホテルの一室に監禁された際には、コナンの指示で飲んだ「白乾児（パイカル）」の効力によって一時的に宮野志保の姿に戻り、煙突からの脱出を図るが、先回りしていた組織のメンバー「ジン」に撃たれて負傷した後、白乾児の効力が切れてしまう。そして、小さくなったところをピスコに殺されかけるが、コナンの助けにより無事に生還した。
組織のメンバー「ベルモット」に正体が知られた際にも命を狙われたが、コナンと毛利蘭、FBIの助けにより生還できた。その後、FBIのジョディ・スターリングから証人保護プログラムを受けるよう勧められたが、歩美の言葉に胸を打たれ断った。
ミステリートレインでの黒ずくめの組織との対決では、シェリーの姿に変装した怪盗キッドの協力を得て、組織にシェリーが死亡したと認識させることに成功する。ただし、ベルモットにだけは生存を知られている。

## 人物
実年齢は18歳。新一・蘭・園子・平次・和葉より学年は一つ上で、京極真とは同い年にあたる。現在は帝丹小学校1年B組在籍。国籍は日本だが、日本人の父親と、日本人とイギリス人とのハーフである母を持つ、イギリス人のクォーターである。家族に父の宮野厚司、母の宮野エレーナ、姉の宮野明美を持つが、組織絡みですでに死別している。また母方の親族に、伯母のメアリー・世良、義伯父の赤井務武、その実子であり従兄妹にあたる赤井秀一、羽田秀吉、世良真純がいるが、双方その関係には気付いていない。組織にいた時代に赤井秀一とは面識がある。
「灰原哀」の名前は、命名者の阿笠博士が「コーデリア・グレイ（グレイ=灰）」と「V・I・ウォーショースキー（I=あい）」から組み合わせたものである。博士は可愛らしいと「愛」にしようとしたが、本人の希望で「哀」になった。作者は「哀」はアイリーン・アドラーから取ったとも述べている。
科学者であるため頭の回転が速く、しばしばコナンの推理のサポートをしている。自身は「推理は苦手」と語っているが、コナンが不在の場合や彼が推理が行えない状況の中では、灰原が中心となって事件を解決へ導く。劇場版ではロシア語に通じていることが明かされている。
本人曰く「夜行性」のため、朝が苦手でよくあくびをしている。「ウソ泣きは上手だが寝たフリは下手」とコナンに評されている。
組織にいた人間を「におい」で判別する能力があり、以前は姉の明美からさえ「におい」を感じるほど敏感であったが、平穏な日常の中でその感覚は鈍くなりつつある。沖矢昴に対しては組織の「におい」を感じ取り警戒していたが、ミステリートレインでバーボンとベルモットの急襲から助けられたため、彼に対する警戒心は薄らいでいる。ミステリートレイン以後はさらに「におい」を感じる能力が弱まっており、変装したベルモットとバーボンに計2回接触されているが、いずれの場合も警戒心を抱かなかった。

### 性格・発言
基本的には冷静かつドライな性格だが、好きな音楽を聴いている時や動物と接している時などには、無邪気で明るい表情を見せる。事件に遭遇した際には強気で仲間想いの面を覗かせることも多々ある。
当初は感情を表に出さずにクールでミステリアスな雰囲気を醸し出していたが、少年探偵団や蘭達との交流を経て、周囲に対して喜怒哀楽の表情を見せるようになる。怒ると恐ろしく、暴力で制裁を加えて辛辣な言葉を浴びせたり、犯人を厳しく一喝したりする。
コナンからは「（お前は）見かけほど精神的にはタフではない」と指摘されている。当初は周囲を巻き込まぬよう自身の死ですべてを解決しようとする傾向が見られたが、ベルモットとの対決後に生き抜こうと考え直し、自己犠牲的な行動はほとんどなくなっている。
ミステリアスで格言めいたニヒルな言い回しが多く、本心をはぐらかすかのように「なーんてね」と言ったり、皮肉や洒落にならないジョークを言うこともしばしばある。
基本的には子供を演じず素のままで話し、毒舌や辛辣な発言で大人を萎縮させることもある。しかし演技力自体は非常に高く、時には嘘泣きも使う。
灰原のキャラクター設定は蘭とは真反対のツンデレキャラとして初期から構想されていたが、登場を予定していた時期に「ライバルキャラが必要」という要望を受けて先に服部平次が登場し、灰原の登場は先送りされた。

### 外見
赤みがかったウェーブ状の茶髪が特徴。周囲の男子児童からは「かわいい」と評されており、特に光彦は灰原に惚れている。「ゴスロリが似合いそう」と評されたことがある。
マスカラを目の下に付けた際、コナンからメアリー・世良（領域外の妹）と「顔立ちが似ている」と思われた。これはメアリーが志保の伯母に当たるためだが、コナンはおろか灰原もその事を知らない。
デザインは、原作者・青山剛昌の別作品『YAIBA』に登場する鉄諸羽が元で、『YAIBA』の再アニメ化の際には諸羽を「ぜひ灰原役の林原めぐみさんにお願いしたい（笑）」と、青山は高山みなみとの対談で語っている。

### 嗜好
実年齢相応にブランド物や女性雑誌を好む一面もあり、見返りとして有名ブランドの小物類を要求することが多い。好きな食べ物は、ピーナッツバターとブルーベリージャムのサンドイッチやケーキ。
プロサッカーチームであるビッグ大阪の比護隆佑選手のファン。その入れ込み様は相当なもので、比護関連でショックなことがあると、放心状態になったり普段からは考えられない取り乱し方をしたりする。本人と初対面した際は固まっていた。サッカーの知識はさほど豊富ではないようだが、コナンたちに混ざってサッカーの腕を磨いている。アニメでは比護と手をつないで入場するべくJリーグ30周年記念イベントに申し込んだが、試合日を間違えた挙句、ビッグが負けた原因を作った真田に対し憤ってた。その後今度こそ比護と手をつなぐと申し込みまくってた。
動物好きだが、ヘビなどの爬虫類は嫌い。沖野ヨーコの新曲「ダンディライオン」が気に入っている。『トップクラス』というドラマについて「女の本性をムキ出しにしたドロドロの足の引っ張り合い」で興味深いと語っている。
ガラケーからスマホへの機種変更が本作登場人物の中で最も早く、2009年の時点で既にスマホに変更している。
歌舞伎俳優である13代目市川團十郎（作品登場当時は11代目海老蔵）の隠れファンでもある。
暗いところや怪談の類は一切怖がらないが、地震と静電気が苦手。地震の際には悲鳴を上げ、揺れが収まるまでコナンにしがみついている。

## 対人関係

### 正体を知る者
現時点で、灰原の正体を知った上で彼女に協力しているのは、江戸川コナン（工藤新一）、 阿笠博士、 服部平次、工藤優作、工藤有希子の5名に、FBIの主要メンバー4名を加えた9名。黒ずくめの組織では、ベルモット、ピスコ、 キュラソー、 ピンガの4名が正体を突き止めたが、ベルモットは組織への報告を行っておらず、残る3名は全員死亡したため、黒の組織はシェリーの生存を知らない状態にある。このほか、シェリーに変装した怪盗キッドはその過程でコナンから灰原の正体を知らされており、幼少期の志保と親交があった直美・アルジェントは灰原の正体が志保であることを察している。劇場版『ルパン三世VS名探偵コナン THE MOVIE』では、ルパン一味の4名が灰原の正体を知るに至っている。

### 人間関係
姉の仇でもあるジンとは、組織に所属していた当時に何らかの関わりがあった様子。組織の重要人物だったが、他の幹部メンバーとは面識がないことも多く、存在を知らない幹部もいた。なお、灰原が「あの方」（組織のボス）の正体を知っているのかは明かされておらず、コナンに問い詰められた際もはぐらかしている。
コナン（新一）に関しては、当初はその能力を侮っていた節があったものの、彼の推理力を目の当たりにして認めるようになった。以後は幼児化という境遇を共有できる唯一の人物として相互に深く信頼を築いており、自らに生命の危機が迫った際には彼の助けを信じて待つほどの間柄となっている。 
工藤有希子には「コナンのことを好きなのではないか」と指摘されている。その答えが明確に示されたことはなかったが、劇場版26作『黒鉄の魚影』の絵コンテで原作者青山剛昌によって｢この映画の中で灰原がコナンの事を好きだとわかる唯一のシーン｣と説明された。同作では、コナンに施した人工呼吸をキスと捉えているが、後に新一の恋人である蘭に口づけをすることで新一の唇を彼女に返している。
蘭に対しては、初対面時から苦手意識を持っていたが、蘭の「勇気って言葉は身を奮い立たせるための正義の言葉」という発言に心を動かされ、歩み寄りを見せている。ベルモットに襲撃された際に守られて以来は、年下ながらも蘭と姉の明美を重ねて見ている。
同居人の阿笠には厳しい健康管理を行っており、メタボ気味の阿笠に日頃からヘルシーで低カロリーな食べ物を食べさせている。

### 呼称
二人称は「あなた」。同級生を名前で呼ぶ際は姓に「君」または「さん」付けにしていたが、後に少年探偵団以外の同級生も名前に「君」や「ちゃん」付けで呼ぶようになる。またコナンや博士といる際には、少年探偵団の3人を総称で「子供達」と呼ぶ。コナンのことは周囲に人がいる時には「江戸川君」と呼ぶが、コナンと2人きりの時や、博士や平次などコナンの正体を知る者しかいない場合や、モノローグでは「工藤君」と呼ぶ。
灰原哀としての周囲からの呼称は、「灰原（江戸川コナン/ 工藤新一・小嶋元太）」、「灰原さん（円谷光彦・小林先生）」、「哀ちゃん（毛利蘭・吉田歩美・遠山和葉・鈴木園子・高木刑事）」、「哀君（阿笠博士・目暮警部）」、「哀チャン（ジョディ）」、「君（沖矢昴）」、「小っさい姉ちゃん・小っこい姉ちゃん・小っさい姉さん（服部平次）」。
宮野志保としての周囲からの呼称は、「志保（宮野明美・宮野エレーナ・直美・アルジェントなど）」、「シェリー（ベルモット）」、「シェリーちゃん（キュラソー）」、「志保ちゃん（ピスコ）」。

## 人気投票ランキング
2005年に『週刊少年サンデー』誌上で行われた『コナン』公式人気投票のベストキャラクター部門4位、2008年のYahoo! JAPAN「名探偵コナン特集」のキャラクター人気投票4位、2011年のテレビ&劇場版15周年記念キャラクター投票4位、2012年の『週刊少年サンデー』連載800回記念キャラクター人気投票3位、『ダ・ヴィンチ』2014年5月号での好きなキャラクターランキング3位、『アニメ！アニメ！』で実施された2020年一番好きな女性キャラランキング2位と、女性キャラクターでは最上位であることが多い。2014年12月の『名探偵コナン 江戸川コナン失踪事件 〜史上最悪の2日間〜』放送記念企画キャラ人気投票1位。2020年5月7日発売の雑誌『ダ・ヴィンチ』2020年6月号で実施された「読者にしあわせを与えてくれたキャラ」ランキング3位。2022年公開の劇場版『名探偵コナン ハロウィンの花嫁』公開記念主要女性キャラクター人気投票では1位を獲得した。
作品公式の人気投票外では、ブックライブ主催の「マガデミー賞2022」にて、助演女優賞を受賞している。